# Кумчін 1
Кумчін 1 (англ. Kumcheen 1) — індіанська резервація в Канаді, у провінції Британська Колумбія, у межах регіонального округу Томпсон-Нікола.

## Населення
За даними перепису 2016 року, індіанська резервація нараховувала 41 особу, показавши зростання на 5,1%, порівняно з 2011-м роком. Середня густина населення становила 266,6 осіб/км².
З офіційних мов обидвома одночасно не володів жоден з жителів, тільки англійською — 45. Усього 10 осіб вважали рідною мовою не одну з офіційних, з них усі — одну з корінних мов.
Працездатне населення становило 33,3% усього населення, усі були зайняті.

## Клімат
Середня річна температура становить 8,2°C, середня максимальна – 22,6°C, а середня мінімальна – -10,4°C. Середня річна кількість опадів – 296 мм.
| Клімат поселення                              | Клімат поселення | Клімат поселення | Клімат поселення | Клімат поселення | Клімат поселення | Клімат поселення | Клімат поселення | Клімат поселення | Клімат поселення | Клімат поселення | Клімат поселення | Клімат поселення | Клімат поселення |
| Показник                                      | Січ.             | Лют.             | Бер.             | Квіт.            | Трав.            | Черв.            | Лип.             | Серп.            | Вер.             | Жовт.            | Лист.            | Груд.            |                  |
| Середній максимум, °C                         | 2,57             | 6,14             | 10,75            | 14,68            | 19,00            | 22,62            | 22,48            | 22,52            | 17,79            | 11,82            | 5,51             | 0,87             |                  |
| Середня температура, °C                       | −3,9             | −0,34            | 4,26             | 8,22             | 12,53            | 16,15            | 19,24            | 19,30            | 14,54            | 8,58             | 2,29             | −2,37            |                  |
| Середній мінімум, °C                          | −10,37           | −6,81            | −2,21            | 1,72             | 6,06             | 9,68             | 16,01            | 16,04            | 11,31            | 5,35             | −0,96            | −5,6             |                  |
| Норма опадів, мм                              | 26               | 16               | 15               | 14               | 27               | 32               | 30               | 24               | 23               | 24               | 32               | 33               |                  |
| Середньомісячна швидкість вітру, м/с          | 2.10             | 2.20             | 2.48             | 2.74             | 2.50             | 2.40             | 2.21             | 2.01             | 1.84             | 2.04             | 2.15             | 2.19             |                  |
| Середньомісячна сонячна радіація, кДж/м²·день | 3236             | 6472             | 10949            | 15962            | 19502            | 21123            | 22075            | 18879            | 13325            | 7489             | 3704             | 2511             |                  |
| --------------------------------------------- | ---------------- | ---------------- | ---------------- | ---------------- | ---------------- | ---------------- | ---------------- | ---------------- | ---------------- | ---------------- | ---------------- | ---------------- | ---------------- |
| Джерело:                                      |                  |                  |                  |                  |                  |                  |                  |                  |                  |                  |                  |                  |                  |